# حارة بستان الظبي (صنعاء)
حارة بستان الظبي هي إحدى حارات حي شعوب بمديرية شعوب إحد مديريات العاصمة اليمنية صنعاء، بلغ تعداد سكانها 930 نسمة حسب تعداد اليمن لعام 2004.